# Freikugeln
Freikugeln (Proiettili volanti) op.326, è una polka veloce di Johann Strauss (figlio).
Nel mese di luglio del 1868, Vienna ospitò la 3 ° edizione della competizione del tiro a segno tedesco, evento che radunò nella capitale austriaca non meno di 10.000 visitatori provenienti da molte parti del mondo.
Numerose celebrazioni furono organizzate nella capitale, mentre al Prater venne costruita una speciale sala per il festival, rinominata Festhalle. E fu qui, la sera del 27 luglio, che l'orchestra Strauss, sotto la direzione di Josef Strauss ed Eduard Strauss, tenne un concerto cui prese parte un pubblico di circa 10-12.000 persone.
Quando Johann Strauss stesso, come ospite, diresse il suo valzer Sul bel Danubio blu, scritto appena un anno prima, fu accolto con grande entusiasmo e ogni parte della composizione fu accompagnata da numerosi applausi.
Da una lettera scritta da Eduard Strauss è chiaro che i fratelli avessero destinato per la serata una novità di Johann, la polka veloce Freikugeln.
Il titolo di questo lavoro prende spunto dall'opera di Carl Maria von Weber Der Freischütz (Il franco cacciatore, 1821) e si riferiva ai proiettili magici del cacciatore dell'opera.
Freikugeln fu presentata dinanzi al grande pubblico la notte seguente, il 28 luglio 1868, in occasione di un festival di musica viennese con fuochi d'artificio nei Volksgarten. Durante la seconda metà del programma, l'orchestra Strauss, diretta a turno dai fratelli Johann, Josef e Eduard, si unì con le orchestre del duca di Württemberg, del barone Reischach e del duca Ferdinando d'Este.
(Oltre alla polka veloce di Johann, erano presenti nel programma anche il valzer di Johann G'schichten aus dem Wienerwald op. 325, la Schtzen-Marsch op. 250 di Josef e la Schtzen-Quadrille scritta congiuntamente da tutti e tre i fratelli Strauss).
La polka veloce di Johann trovò largo consenso anche quando il compositore la eseguì, quattro anni dopo, durante il giubileo delle nazioni a Boston (1872).